# 失われた世界
『失われた世界』（うしなわれたせかい、英: The Lost World、ロストワールド）は、1912年にアーサー・コナン・ドイルが書いたSF小説。
雑誌『ストランド・マガジン』にて連載されたのち、同年に単行本化された。
なお、本作の主要人物、チャレンジャー教授とシリーズについては、チャレンジャー教授を参照。

## 物語
愛する女性グラディスのために実績をあげたいと考えていた新聞記者エドワード・ダン・マローンは、古生物学者チャレンジャー教授を紹介される。彼の家を訪ねると、彼がアマゾン奥地で古代に絶滅した生物達が生き残っているという「失われた世界」を発見したことを知らされる。教授はそれを学会でも述べて、その地への探検旅行を提案する。マローンも名乗りを上げ、チャレンジャー教授に批判的なサマリー教授や世界的冒険家のジョン・ロクストン卿（Lord John Roxton）らとともに、南米のアマゾン流域へ向かう。
川をさかのぼり、ジャングルと沼地を抜け、たどり着いた「失われた世界」は、平原に屹立する巨大な台地にあった。直接に登るのが困難なことから、隣接する岩山に登り、その頂上の大木を切り倒すことで丸木橋を作り、一行はそれを渡って目的地にたどり着くが、ロクストン卿に恨みを抱く案内人にその橋を落とされ、帰り道をなくしてしまう。

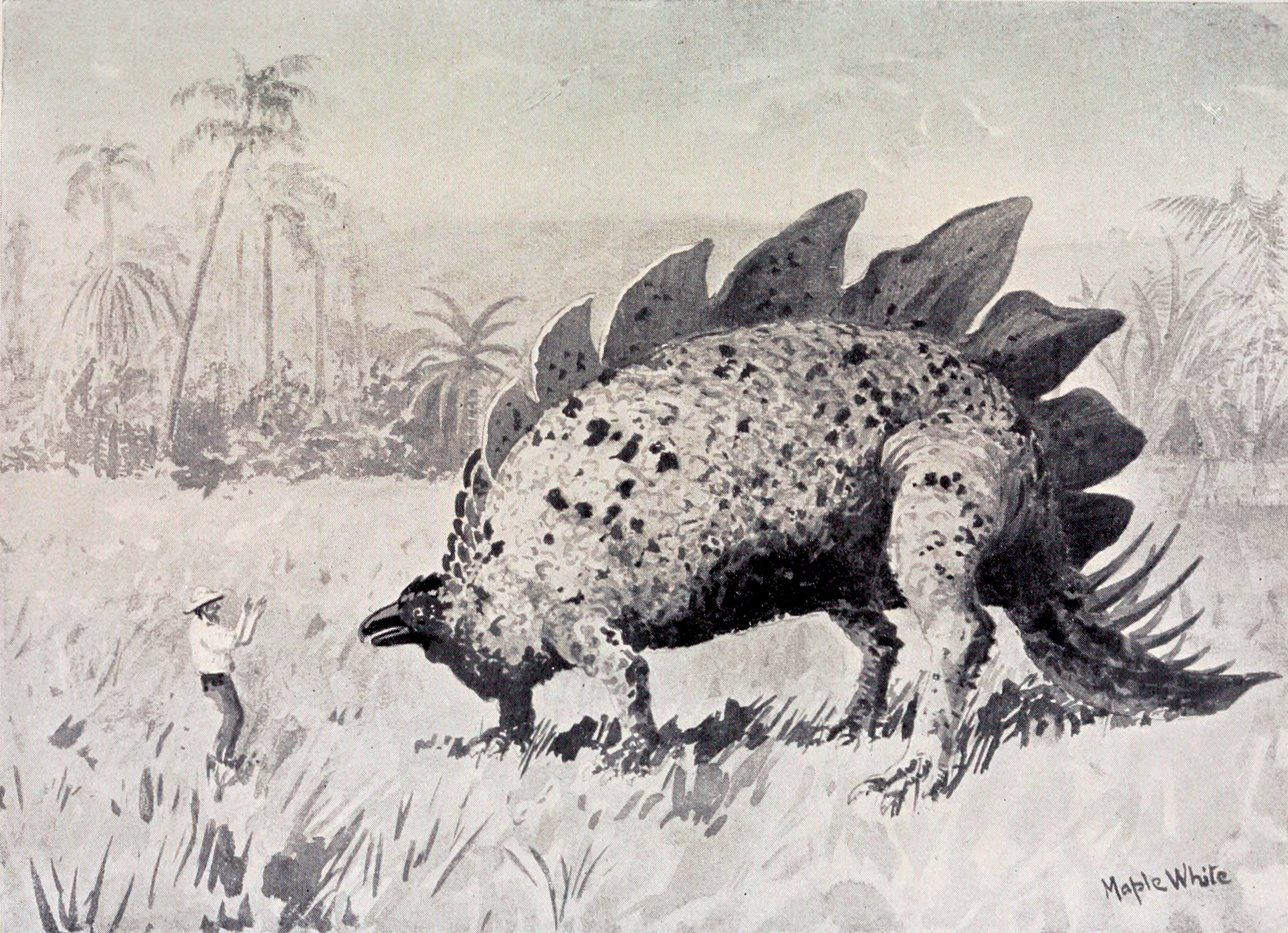
メイプル・ホワイトが遺したステゴザウルスのスケッチ

台地は驚くべき古生物達の世界であり、一行は様々な生き物に遭遇する。見るものすべてが新種という有様で、しかも恐竜の類が多数棲息していた。
ある晩、マローンは一人でキャンプを抜け出す。肉食恐竜に追われるなどの冒険の後キャンプに帰ってくると、テントは荒らされ教授たちはいなくなっていた。凶悪な猿人の群れに襲われ、連れ去られたのである。なんとか猿人の村から脱出した教授たちとマローンは、猿人に圧迫され虐殺されていた人間の原住民たちと協力し、猿人たちを滅ぼす。そして、原住民から教えられた秘密の通路を通り、「失われた世界」を脱出した。
ロンドンへ戻ったチャレンジャー教授は学界で冒険の成果を発表するが、もちろん誰も信用しない。この事を予見して秘密裏に運んできた大きな箱を人々の目の前で開けると、中から飛び出してきたのは翼竜のプテロダクティルスであった。翼竜は南米の方向に逃げ去ったが、チャレンジャー教授たちの話は事実であると証明され、彼らは一躍時の人となった。ただし、グラディスはマローンを裏切って既に別の男と結婚してしまっていた。失意のマローンであったがロクストン卿と共に再び「失われた世界」への探検に向かう事を決断するのだった。

## 書誌情報
- 『没落の世界』新東信訳、万国怪奇探偵叢書4：金剛社 1925年 国立国会図書館書誌ID:000000540828
- 『前世界物語 : ロストワールド』大戸喜一郎訳、世界名篇物語叢書：金蘭社 1929年
- 『失われた世界』塩谷太郎訳、講談社世界名作全集 1953年
  - 『恐竜の台地』塩谷太郎訳、学習研究社中二時代付録/中二文庫、1965年6月
- 『失われた世界』大佛次郎訳、生活百科刊行会 1954年12月
- 『失われた世界』白木茂訳、偕成社名作冒険全集8 1957年12月
- 『失われた世界』延原謙訳、新潮文庫、1961年9月
- 『ロストワールド』新庄哲夫訳、早川書房「ハヤカワ・SF・シリーズ」 1963年5月
- 『失われた世界』永井淳訳、角川文庫、1967年1月。グーテンベルク21(電子書籍)で再刊
- 『失われた世界』龍口直太郎訳、創元推理文庫、1969年9月
- 『ロストワールド』加島祥造訳、早川書房「世界SF全集03」、1970年8月
  - 『失われた世界 -ロストワールド』加島祥造訳、ハヤカワ文庫SF、1996年8月 ISBN 4-15-011156-1
- 『悪魔の棲む台地 -ロスト・ワールド』高野孝子訳、小学館地球人ライブラリー 1995年3月
- 『失われた世界』伏見威蕃訳、光文社古典新訳文庫、2016年3月 ISBN 4334753280
- 『失われた世界 新訳版』中原尚哉訳、創元SF文庫、2020年7月 ISBN 4488608051
- 『失われた世界』駒月雅子訳、角川文庫、2025年7月 ISBN 4041155339

他に児童向け訳に『生きていたきょうりゅう』（唐沢道隆訳、金の星社 1969年）、『きょうりゅうの世界』（内田庶訳、集英社 1994年）などがある。

## 映画
- ロスト・ワールド（1925年 ハリー・O・ホイト監督）
  - ウィリス・オブライエンによるストップモーション・アニメーションで知られている。
- 失われた世界（1960年 アーウィン・アレン監督）
- ロスト・ワールド/失われた世界（1992年 ティモシー・ボンド監督）
- ロスト・ワールド2/続・失われた世界（1992年 ティモシー・ボンド監督）
- ダイナサウルス（1998年 ボブ・キーン監督）
- ジュラシック・ワールド（2001年 コリン・バッズ監督）
  - 下記のテレビドラマの総集編。

## テレビドラマ
- en:The Lost World (TV series)[2]

  - ザ・ロストワールド/失われた恐竜王国（1998年 リチャード・フランクリン監督）
  - ザ・ロストワールド2/ピラミッドの謎（1999年 キャサリン・ミラー監督）
  - ザ・ロストワールド3/未来からの来訪者（1999年 イアン・ギルモア監督）
  - ザ・ロストワールド4/対決!恐竜グラディエーター（2000年 コリン・バッズ、キャサリン・ミラー監督）
  - ザ・ロストワールド/地底人の伝説編（2000年 コリン・バッズ監督）
  - ザ・ロストワールド/吸血鬼の襲来編（2000年 キャサリン・ミラー、リチャード・フランクリン監督）
  - ザ・ロストワールド/最後の死闘編（2000年 コリン・バッズ監督）

## 備考
舞台のモデル
本作の舞台となる台地は、ギアナ高地のテーブルマウンテン、ロライマ山がモデルと言われている。
続篇
SF作家田中光二は、独自の続編『ロストワールド2』を発表している。
マイケル・クライトンの小説
『ロスト・ワールド -ジュラシック・パーク2-』（1995年）の原題は、本作と同じThe Lost Worldである。これは本作を意識してなされたことであり、1997年に『ロスト・ワールド/ジュラシック・パーク』として映画化されている。
時間に忘れられた国 (The Land That Time Forgot)
エドガー・ライス・バローズの小説。本作を参考にしている。
ダイナソー・ハンティング～失われた大地～
Xboxのゲームソフト。本作のオマージュ作品であり舞台がギアナ高地、主人公の名前がマローンなどの共通点が有る他、コナン・ドイルがイギリスから参加した恐竜ハンターの一人として登場する。